# Ramsey (Isle of Man)
Ramsey (Manx: Rhumsaa) ist die zweitgrößte Gemeinde auf der Isle of Man. Sie liegt an der nördlichen Küste und hat einen der größten Häfen der Insel.
Der River Sulby trennt Ramsey in einen nördlichen und einen südlichen Teil. Der Fluss mündet hier in die Irische See.
Die Kleinstadt hat eine Grundschule, eine weiterführende Gesamtschule und ein Krankenhaus (Ramsey Cottage Hospital).
Ramsey wird von einer Kommission bestehend aus 12 gewählten Vertretern verwaltet. Die Wahl findet alle vier Jahre statt.